# Krakauer Teppich
Der Krakauer Teppich (oder Krakau-Pariser Teppich) ist ein aus dem 16. Jahrhundert stammendes Meisterwerk der persischen Teppichknüpferkunst. Eine Hälfte wird heute in den Staatlichen Kunstsammlungen des Krakauer Königsschlosses auf dem Wawel, die andere, besser erhaltene im Pariser Museum des Louvre gezeigt. 
Der Teppich wurde Anfang des 16. Jahrhunderts vom persischen Schah Tahmasp I. in Auftrag gegeben. Über die Türkei kam er – noch im Ganzen – nach Wien, von wo aus er als Trophäe aus den Türkenkriegen und dem Entsatz von Wien 1683 unter dem polnischen König Jan III. Sobieski nach Krakau kam.